# Lichnofugia symfioma
Lichnofugia symfioma är en insektsart som beskrevs av Sigfrid Ingrisch 1998. Lichnofugia symfioma ingår i släktet Lichnofugia och familjen vårtbitare. Inga underarter finns listade i Catalogue of Life.